# Sciastes dubius
Sciastes dubius är en spindelart som först beskrevs av Walter Leopold Victor Hackman 1954.  Sciastes dubius ingår i släktet Sciastes och familjen täckvävarspindlar. Inga underarter finns listade i Catalogue of Life.